# 45 Grave
45 Grave — американская группа, сформированная в 1979 году в Лос-Анджелесе. Группа оказала сильное влияние на хоррор-панк и дэт-рок. Оригинальная группа распалась в 1985-м. В 2004 году вокалистка Дина Кэнсер собрала группу в новом составе.

## История
Группа была сформирована в Лос-Анджелесе, Калифорния во время движения панк-рока. Оригинальный состав состоял из Дины Кэнсер на вокале, Пола Катлера на гитаре, Роба Риттера на басе, и Дона Боллса на барабанах. Группа развилась из индустриальной музыки группы под названием Vox Pop, которая сделала две записи и играла в области Лос-Анджелеса, как правило в учреждении «Театр масок». В состав Vox Pop входили все участники из 45 Grave так же как другие, такие как Джеф Дэхл. Vox Pop продолжала сосуществовать с 45 Grave до начала 1981 года. Название группы, несмотря на слухи, наоборот, убрали.
В 1980, 45 Grave сделали запись их первой песни, «Riboflavin Flavored, Non-Carbonated, Poly-Unsaturated Blood», включал на LAFMS (Лос-Анджелес Свободное Общество Музыки) альбом компиляции арт-рока, «Darker Skratcher». Песня — кавер-версия культового фаворита, первоначально сделанного «Доном Хинсоном и „Rigamorticians“ на их „Monster Dance Party“ выпуска альбома 1964». Дон Хинсон в это время был популярной радиоиндивидуальностью в Лас Вегасе, Невада (и позже в течение 20 лет в Лос-Анджелесе, Калифорния). Хинсон сделал запись песни вслед за «Monster Mash», хита 1962 «Boris Pickett’s», надеющимся подражать успеху последней песни и иметь международный успех хита. И «Monster Mash», и оригинальная запись «Riboflavin Flavored, Non-Carbonated, Poly-Unsaturated Blood» Дона Хинсона была записана продюсером Гэри С. Пакстоном из Skip & Flip. Запись 45 Grave перешла в культовый статус и является главной песней во время концертов групп.
Вначале группа играла любительские песни, такие как «Cutler had written», с лирикой, изменённой, чтобы соответствовать певчему стилю Кэнсер. Они тогда написали песни, которые будут выпущены на их первых 7 альбомах «Black Cross», и быструю песню в стиле панк, названную «Party Time».
Несмотря на никогда не достигнутого большого успеха, 45 Grave признаны одной из первых американских готических групп, предшествующей формированию Christian Death. Гид Allmusic цитирует их как главных в жанре готического рока.

## Стиль
Музыкальный стиль 45 Grave — панк-рок с более тёмным эстетическим кино триллера/ужаса, и следовательно является представительным для жанра дэт-рок/хоррор-панк. Клавиши используются, чтобы создать электрический звук органа, который добавляет к 'похожей на привидение' атмосфере многих песен. Высокий женский вокал обычно используется, но в целом группа обеспечивает бэк вокал. У группы также есть связь с серф-роком, которая проявляется в их альбоме «Sleep In Safety» как инструментальная «Surf Bat». Внешний вид группы, следуя традициям хоррор-панка, создан под влиянием фильмов ужасов, в том числе итальянского кино про зомби, включает в себя эпатаж и готическую эстетику. Однако лирика группы редко черпает вдохновение в фильмах ужасов и зачастую принимает издевательский характер.

## Возвращение живых мертвецов
В 1984 году замедленная версия песни «Party Time» вошла в саундтрек к фильму «Возвращение живых мертвецов», наряду с песнями таких групп, как TSOL и The Cramps. В том же году вышел сингл «Party Time» с этой версией песни, и с кавер-версией хита Элиса Купера «School’s Out» в качестве би-сайда. Клип на другую песню группы «Evil» был показан на MTV. К тому времени у группы был записан лишь один альбом Sleep in Safety (1983), и затем, в 1985 году, группа распалась.
в 1989 году группа собралась для проведения короткого тура, выступления с которого вошли в концертный альбом Only The Good Die Young. Однако, после смерти Риттера в 1990 году из-за передозировки, группа снова распалась.

## Воссоединение
В 2004 году, чтобы отпраздновать 25-летие группы, Дина Кэнсер собрала 45 Grave в совершенно новом составе, оставшись единственным оригинальным участником. Дина Кэнсер написала на своём блоге MySpace, «Я создаю это, чтобы сохранить дух 45 Grave живым, передать эту магию новым поклонникам, и личный памятник моих лучших воспоминаний является движущей силой 45 Grave. Это — часть моей жизни, которая действительно изменила меня навсегда.» (англ. «I'm building this to keep the spirit of 45 Grave alive, introduce its magic to new fans, and as a personal commemorative of my best memories being the driving force and front person of 45 Grave. This is a part of my life that indeed changed me forever»). Одним из сессионных музыкантов в новом состеве стал Рикк Эгню (Rikk Agnew), бывший участник Christian Death, другой влиятельной и легендарной дэт-рок-группы, которая была вместе с 45 Grave частью лос-анджелесской панк-сцены в ранних 80-х.

## Участники 45 Grave

### Состав
- Дина Кэнсер (Dinah Cancer) — вокал (1979—1990, 2004—настоящее время)
- Лиза Пифер (Lisa Pifer) — бас-гитара (2004—настоящее время)
- Л. Рон Джереми (L Ron Jeremy) — гитара (2006—настоящее время)
- Кентон Холмс (Kenton Holmes) — ритм-гитара (2006—настоящее время)
- Майк «Thrashead» Салливан (Mike «Thrashead» Sullivan) — ударные (2005—2007)
- Стивин Грей (Stevyn Grey) — ударные (2007—2008)
- Том Койн (Tom Coyne) — ударные (2008—настоящее время)

### Первоначальный состав
- Пол Катлер (Paul Cutler) — гитара, бэк-вокал, клавишные (1979—1990)
- Пол Роесслер (Paul Roessler) — клавишные, бэк-вокал (1980—1990)
- Роб Грейвз (Rob Graves) — бас-гитара, бэк-вокал (1979—1990)
- Дон Боллз (Don Bolles) — ударные, бэк-вокал (1979—1990)
- Мики Боренс (Mikey Borens) — гитара (1983—1984)

## Дискография

### Студийные альбомы
- Sleep in Safety (1983, переиздан на CD в 1993 году)
- Pick Your Poison (2012)

### EPs
- Phantoms (содержит новые и альтернативные версии песен) (1983)
- What Is 45 Grave? A Tale of a Strange Phenomena (1984)

### Синглы
- Black Cross — (Чёрный крест) (1981)
- Partytime — (Время праздника) (1984)

### Концертные альбомы и сборники
- Darker Skratcher (Сборник с участием разных исполнителей) (1980)
- Hell Comes to Your House (Сборник с участием разных исполнителей, содержит альтернативные версии некоторых песен) (1981)
- The Return of the Living Dead (Саундтрек к фильму «Возвращение живых мертвецов» с участием разных исполнителей) (1984)
- Autopsy (Сборник, состоящий из новых песен и из альтернативных версий старых песен, включая песни с сингла «Black Cross») (1987)
- Only the Good Die Young (Концертный альбом; (1989, переиздан в 1993)
- Debasement Tapes (Сборник демоверсий) (1993)
- A Devil’s Possessions (Сборник демоверсий и концертных треков) (2008)